# Focke-Wulf Fw 56
Focke-Wulf Fw 56 Stösser (en alemany:Astor comú) va ser un avió monomotor d'ala en para-sol, usat com a entrenador avançat, construït durant els anys 30 a Alemanya.

## Disseny
El Fw 56 era un avió monoplà amb ales en para-sol amb un fuselatge de construcció de tubs d’acer, revestit de metall a la part davantera i tela en els altres llocs. L'ala era de fusta, coberta majoritàriament de fusta contraxapada, mentre que la vora posterior estava coberta de tela. El tren d'aterratge convencional fix consistia en dues potes principals en voladís i un lliscador a la cua. L’avió estava propulsat per un motor en línia Argus As 10 refrigerat per aire i estava destinat a ser un entrenador avançat d’un sol seient perquè el nou pilot en pràctiques deixés l'entrenador bàsic Bücker Bü 131 Jungmann.. A més, en el seu paper secundari de caça d’emergència, així com per entrenar als aspirants a pilots de combat en conversió, va ser equipat amb 2 metralladores MG 17 de 7,9 mm muntades a la capota del motor, així com un bastidor ventral extraïble per a 3 bombes de 10 kg (bombes inerts per a pràctiques o bombes lleugeres de fragmentació antipersonal).
El Fw 56 era molt popular entre els pilots a causa de les seves capacitats aerobàtiques i la seu fàcil maneig

## Desenvolupament
El Fw 56 va ser desenvolupat, d’acord amb una sol·licitud del Ministeri de l’Aire del Reich per a un entrenador avançat de combat, per Kurt Tank, enginyer en cap de Focke-Wulf. També es va considerar un possible ús com a caça de defensa local.
El primer prototip va volar per primera vegada el novembre de 1933. Un segon prototip va incorporar algunes modificacions al fuselatge i ales de metall en lloc de fusta per fer les proves de vol. El tercer prototip, que va volar el febrer de 1934, va tornar a l’ala de fusta i va satisfer els dissenyadors tècnics.
Després dels vols de comparació, el 1935, amb els seus dos competidors, l'Arado Ar 76 i l'Heinkel He 74, el Ministeri de l'Aire va ordenar que s'iniciés la producció. Es van construir prop de 1.000 avions, la majoria utilitzats per Alemanya, encara que Àustria i Hongria van utilitzar-ne alguns. Alguns es van vendre per a ús privat, per exemple a Gerd Achgelis, que més tard va fundar l'empresa d'helicòpters Focke-Achgelis amb Henrich Focke.
Ernst Udet, defensor de l'ús de bombarders en picat, va demostrar amb el segon prototip - Fw 56 V2 - les seves possibilitats, conduint al desenvolupament dels bombarders en picat de la Luftwaffe.